# Fondation internet nouvelle génération
La Fondation internet nouvelle génération (Fing) és una association loi de 1901 creada en l'any 2000 per Daniel Kaplan, Jacques-François Marchandise i Jean-Michel Cornu. La seua missió s'articula al voltant de quatre grans categories d'objectius :
1. Mobilitzar i interessar respecte de les tecnologies que vindran;
2. Prendre part en els nous debats ètics i socials ;
3. Afavorir l'emergència d'idees i de projectes innovadors ;
4. Promoure l'apropiació i el desenvolupament de la innovació i dels partenariats (acords o col·laboracions estratègic-socials).